# 杨邦杰
杨邦杰（1948年2月—），四川乐山人，中华人民共和国政治人物，工学博士，研究员，中国致公党中央副主席。

## 生平
1973年3月到1975年7月，杨邦杰在四川乐山加乐民中、二中当教师。1975年8月到1978年2月，杨邦杰在四川乐山城关镇工业办公室工作。
1978年3月到1982年2月，杨邦杰在四川工业学院学习，获得学士学位。1982年3月到8月，在四川工业学院工作。1982年9月到1988年4月，在北京农业工程大学（今中国农业大学工学院）先后获得硕士、工学博士（农业机械化工程专业）学位。
1988年4月到1996年2月，杨邦杰任中国科学院生态环境研究中心研究员、中国科学院系统生态开放研究室副主任、代主任。其间，1993年9月到1994年9月，在美国加利福尼亚大学伯克利分校、普林斯顿大学当访问学者，并且留在澳大利亚、德国开展合作研究。1996年2月起，杨邦杰任农业部规划设计院副院长兼总工程师，农业部农业资源监测总站站长，中国农业大学博士生导师。他还兼任《农业工程学报》主编。
2003年12月，杨邦杰加入中国致公党。2004年，在中国致公党十二届三中全会上，获增选为致公党中央副主席。1998年起，历任第九、十届全国政协委员。2005年3月，当选为第十届全国政协常委。
杨邦杰是第十一、十二届全国人大常委会委员。